# Harry Potter e i Doni della Morte - Parte 2 (videogioco)
Harry Potter e i Doni della Morte - Parte 2 è un videogioco sviluppato da EA Bright Light Studio e pubblicato da Electronic Arts per PlayStation 3, Xbox 360, Microsoft Windows, Nintendo Wii, Nintendo DS e cellulare. Il gioco, basato sul film Harry Potter e i Doni della Morte - Parte 2, è stato distribuito il 12 luglio 2011 negli Stati Uniti, il 31 ottobre 2011 in Giappone, e il 15 luglio 2011 in Europa, il 21 luglio 2011 in Corea del Sud.

## Trama
Il gioco inizia dove aveva fine il precedente: i protagonisti, partendo da Villa Conchiglia, dovranno distruggere gli Horcrux rimanenti per poter così sconfiggere Lord Voldemort. Harry, Ron e Hermione, aiutati dal folletto Unci-Unci, si dirigono verso la Gringott, dove rubano la coppa di Tosca Tassorosso. I tre amici, poi, si dirigono a Hogsmeade. Attraverso un passaggio segreto arrivano a Hogwarts, dove dovranno superare diverse missioni per sconfiggere Voldemort.

## Modalità di gioco
il gameplay di i Doni della Morte - Parte 2 è molto differente dalla parte 1, seppur il gioco ha risollevato lamentele come il gioco precedente. 
Il gioco procede in modo lineare, attraverso filmati, ma non include missioni secondarie come il gioco precedente.  Il giocatore è in grado di controllare diversi personaggi da una telecamera in terza persona sopra le spalle, tra cui Harry Potter, Ron Weasley, Hermione Granger, Neville Paciock, Minerva McGonagall, Seamus Finnigan, Ginny Weasley e Molly Weasley . Nella battaglia finale, il giocatore usa i pulsanti direzionali per muovere il raggio e focalizzarlo su Voldemort.

## Personaggi giocabili
I personaggi giocabili di questo gioco sono:
- Harry Potter
- Hermione Granger
- Ron Weasley
- Prof. Minerva McGranitt
- Seamus Finnigan
- Neville Paciock
- Ginny Weasley
- Molly Weasley

## Accoglienza
La rivista Play Generation diede alla versione per PlayStation 3 un punteggio di 57/100, trovando doppiaggio, personaggi e ambientazioni molto fedeli a quelli del film, ma l'azione era ripetitiva e troppo semplice, reputando migliori i capitoli precedenti. Le recensioni del gioco furono miste ma per lo più negative e con critiche simili a quelle del predecessore, come gameplay, la scarsa intelligenza artificiale dei nemici e la ripetitività degli scontri coi Mangiamorte, ma è ritenuto generalmente migliore del predecessore, ad esempio nei livelli e nelle meccaniche.